# Levent Gülen
Levent Gülen (ur. 24 lutego 1994 w Zurychu) – szwajcarski piłkarz, występujący na pozycji obrońcy w tureckim klubie Şanlıurfaspor. Posiada także tureckie obywatelstwo.

## Życiorys
Wychowanek Grasshopper Club Zürich. W 2011 roku zadebiutował w drużynie rezerw. Pierwszy oficjalny mecz w seniorskim zespole rozegrał 10 listopada 2012 roku, występując w wygranym 6:0 meczu z AC Vallemaggia w ramach Pucharu Szwajcarii. W Super League zadebiutował natomiast 20 października 2013 roku w wygranym 2:0 spotkania z FC Lausanne-Sport. Na początku 2014 roku został na pół roku wypożyczony do Kayserisporu. W rundzie wiosennej sezonu 2013/2014 wystąpił w 14 meczach Süper Lig, z czego w 11 w pełnym wymiarze czasowym. Po powrocie do macierzystego klubu przez kolejne półtora roku rozegrał 37 spotkań ligowych, po czym został wypożyczony do FC Vaduz. Z klubem tym w 2016 roku zdobył Puchar Liechtensteinu, występując m.in. w wygranym 11:0 finale z FC Schaan. W sierpniu 2016 roku został zawodnikiem Kayserisporu, dla którego rozegrał ponad 70 meczów w lidze. W listopadzie 2019 roku doznał poważnej kontuzji więzadła krzyżowego i w marcu 2020 roku został zwolniony z klubu. W sezonie 2020/2021 jego pracodawcą był Ankaraspor. Następnie na zasadzie wolnego transferu został piłkarzem greckiego Wolos NPS. W czerwcu 2022 roku podpisał dwuletni kontrakt z Miedzią Legnica. W ekstraklasie zadebiutował 17 lipca w zremisowanym 1:1 meczu z Radomiakiem Radom. W sezonie 2022/2023 w barwach Miedzi rozegrał 27 meczów w lidze. Po zakończeniu sezonu odszedł z klubu. W sierpniu podpisał roczną umowę z ŁKS Łódź.
11 lipca 2025 został zawodnikiem Şanlıurfasporu .

## Statystyki ligowe
| Sezon         | Klub                       | Liga               | Mecze | Gole |
| ------------- | -------------------------- | ------------------ | ----- | ---- |
| 2010/2011     | Grasshopper Club Zürich II | 1. Liga            | 1     | 0    |
| 2011/2012     | Grasshopper Club Zürich II | 1. Liga            | 27    | 0    |
| 2012/2013     | Grasshopper Club Zürich II | 1. Liga Classic    | 20    | 0    |
| 2013/2014 (j) | Grasshopper Club Zürich    | Swiss Super League | 1     | 0    |
| 2013/2014 (w) | Kayserispor Kulübü         | Süper Lig          | 14    | 0    |
| 2014/2015     | Grasshopper Club Zürich    | Swiss Super League | 23    | 0    |
| 2015/2016 (j) | Grasshopper Club Zürich    | Swiss Super League | 14    | 0    |
| 2015/2016 (w) | FC Vaduz                   | Swiss Super League | 17    | 0    |
| 2016/2017 (j) | Grasshopper Club Zürich    | Swiss Super League | 1     | 0    |
| 2016/2017     | Kayserispor Kulübü         | Süper Lig          | 30    | 1    |
| 2017/2018     | Kayserispor Kulübü         | Süper Lig          | 13    | 1    |
| 2018/2019     | Kayserispor Kulübü         | Süper Lig          | 26    | 0    |
| 2019/2020     | Kayserispor Kulübü         | Süper Lig          | 2     | 0    |
| 2020/2021     | Ankaraspor Kulübü          | 1. Lig             | 19    | 0    |
| 2021/2022     | Wolos NPS                  | Superleague Ellada | 24    | 1    |
| 2022/2023     | Miedź Legnica              | Ekstraklasa        | 27    | 0    |